# Trekking
Trekking er en vandring til fods, eller transport ved hjælp af diverse ride- og trækdyr, som inkluderer mindst en overnatning i det fri. Oftest foregår trekking over flere dage eller uger i vanskeligt terræn, som f.eks. i vildmarken, bjerge eller jungler. Trekking er en friluftsaktivitet baseret på hiking kombineret med camping.
Udtrykket kommer oprindeligt af plattysk og nederlandsk: trekken, som betød en strabadserende, længere rejse. Det blev på Afrikaans til trekking, og som sådan gik det videre til engelsk. Via anglificering har det spredt sig til de fleste andre vestlige sprog.
Fordelen ved trekking i forhold til kortere vandreture, er at man kan nå længere ind i afsidesliggende områder. For eksempel ind i vildmarken. Trekking kræver på grund af varigheden gode egenskaber indenfor vandring og camping. Udfordringen er at man skal kunne modstå omskifteligt vejr og navigere i vanskeligt, eventuelt farligt terræn. Man skal kunne undgå eller imødegå ting som dehydrering, hedeslag og frost. I områder med megen nedbør og/eller omskiftelige vejrforhold, vil den seriøse trekker også medbringe en rygsæk med mad, vand, en form for sovepose som minimum og et telt eller lignende. Trekkeren bør også være i stand til at improvisere ly og varme af de medbragte ting og/eller, de i naturen, forhåndenværende midler.
Den gyldne regel er ikke at efterlade sig noget i naturen og ikke støje unødigt. Desuden bør man altid vise respekt for professionelle trekkere som parkbetjente, forskere, guider, redningsfolk og soldater på øvelse.

## Eksterne links
- Hjemmeside om trekking i Alperne og Pyrenæerne

- Wikimedia Commons har flere filer relateret til Trekking